# Wilhelm Ludwig Gustav von Wartensleben

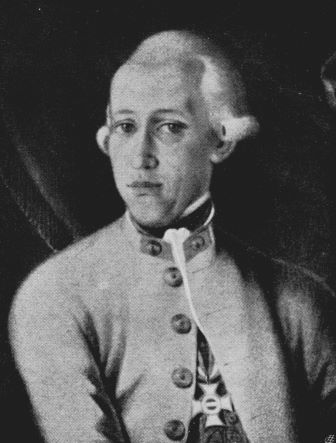
Feldzeugmeister Wilhelm von Wartensleben

Wilhelm Ludwig Gustav Graf von Wartensleben (* 11. Oktober 1734 in Hessen-Kassel; † 21. April 1798 in Wien) war ein kaiserlich-österreichischer Feldzeugmeister, zuletzt Kommandierender General in Siebenbürgen.

## Leben

### Herkunft
Er entstammte der alten Adelsfamilie Wartensleben aus Westfalen und war der jüngere Sohn von Karl Philip Christian von Wartensleben (1689–1760) und der Albertine Louise Baronin von Quadt und Wykradt (1697–1744).

### Militärkarriere
Er diente anfangs in der niederländischen Armee und trat 1758 mit 24 Jahren als Major in kaiserliche Dienste über, wo er beim Szluiner Grenzer-Regiment in Dienst trat. Er zeichnete sich am Ende des Siebenjährigen Krieges beim Treffen von Strehlen am 20. August 1760 aus. Nachdem er sich am 21. Mai 1762 beim Angriff auf die preußische Stellung bei Chemnitz (21. Mai) neuerlich bewährte, wurde er zum Oberstleutnant befördert. Wenige Tage später wurde er bei einem Scharmützel bei Gepulzig schwer verwundet. 1773 im Dienst des Otochaner Grenzer-Regiments stehend, erfolgte seine Beförderung zum Oberst. Nach dem Ausbruch des Bayerischen Erbfolgekrieges stieg er 1778 mit 44 Jahren zum Generalmajor auf. 1779 verlieh ihm Kaiser Joseph II. die Inhaberschaft über das Infanterie-Regiment Nr. 28.
Im Türkenkrieg von 1788–1792 diente Wartensleben bereits als Feldmarschallleutnant und zeichnete sich während des Gefechtes auf dem Berg Lassmare (17. August 1788), beim Rückzug über Kornia nach Fehnisch am 29. August  und bei der Abwehr gegnerischer Verfolger beim Rückzug von Karánsebes am 21. September aus. Die Wahl seiner Position und die Anstalten, mit welcher er half die Festung von Neu Orsova zur Übergabe zu bringen, verschafften ihm am 21. April 1790 das Kommandeurkreuz des Maria-Theresien-Ordens.
Nach Ausbruch der Revolutionskrieges gegen die Franzosen war Wartensleben zunächst als Divisionär in den Österreichischen Niederlanden tätig und rückte 1794 zum Feldzeugmeister auf. Im Sommer 1796 kommandierte er die kaiserliche Armee am Niederrhein, unterlag aber gegen die Franzosen unter Jourdan  in Gefechten bei Neuwied und Oberwesel. Am 10. Juli nochmals bei Friedberg geschlagen, mussten sich seine Truppen kämpfend über Bamberg und Forchheim nach Böhmen zurückziehen.
Am 17. August lieferten die Franzosen bei Sulzbach-Rosenberg eine weitere Schlacht, aus der sich Wartensleben erneut zurückziehen musste. Erst nach seiner am 22. August erfolgten Vereinigung mit der Hauptarmee unter Erzherzog Karl, konnten die Österreicher eine erfolgreiche Gegenoffensive einleiten. Wartenslebens Truppen konnten in den Schlachten bei Amberg (24. August) und Würzburg (3. September) entscheidend zum Sieg des Erzherzog Karl beitragen.
Am 19. Oktober 1796 kämpfte er in der Schlacht bei Emmendingen, hier wurde ihm der linke Arm durch eine feindliche Kartätschenkugel zerschmettert. Er musste den Kriegsschauplatz verlassen und erhielt nach seiner Wiederherstellung den Posten des  Kommandierenden General in Siebenbürgen. Wartensleben starb am 21. April 1798 während eines Aufenthaltes in Wien.

### Familie
1766 heiratete er die Gräfin Klara Teleki (* 12. Februar 1732; †  21. Februar 1798). Das Paar hatte mehrere Kinder:
- Esther Caroline (* 4. Oktober 1774; † 1845)[1] ⚭ Freiherr Daniel Vay de Vaja († 1798)[2]
- Ferdinand (* 17. Januar 1778; † 7. März 1821), k. k. Feldmarschallleutnant, Herr auf Emmerberg und Gut Rehhof[3]
- Karl (* 13. März 1780; † 21. Januar 1835) ⚭ Amalie Baronin Podmaniczky (* 1783; † 10. Oktober 1821)
- Alexander Wilhelm (* 1. März 1787; † 13. Mai 1844) ⚭ Gräfin Maria Leopoldine Antonie Exner (* 15. November 1792), Herr auf  Emmerberg und Gut Rehhof
- Katharina (* 23. August 1781; † 6. Februar 1808) ⚭ Baron Ludwig Prónay († 26. Dezember 1826)[4]
- Clara Wilhelmine (* 13. Dezember 1781; † 20. März 1834)[5] ⚭ Alexander Baron Podmaniczky (* 29. Oktober 1758; † 23. Juli 1830)